# Animetal Marathon
Animetal Marathon (アニメタル・マラソン?, Animetaru Marason) è il primo album della band giapponese heavy metal Animetal. Sigle di anime suonate in versione heavy metal. 38 canzoni suonate velocissime ininterrottamente.

## Tracce
1. Theme of Animetal (アニメタルのテーマ?, Animetaru no Tēma)
2. Song of Gatchaman (ガッチャマンの歌?, Gacchaman no Uta)
3. Triton of the Sea (海のトリトン?, Umi no Toriton)
4. Song of Tekkaman (テッカマンの歌?, Tekkaman no Uta)
5. Fight! Casshan (たたかえ！キャシャーン?, Tatakae! Kyashān)
6. Fight! Polymar (戦え！ポリマー?, Tatakae! Porimā)
7. Let's Go! Godam (行くぞ！ゴーダム?, Ikuzo! Gōdamu(Gordam))
8. Babel II (バビル２世?, Babiru Nisei)
9. Theme of Combattler V (コン・バトラーVのテーマ?, Kon Batorā Bui no Tēma)
10. Song of Voltes V (ボルテスVの歌?, Borutesu Bui no Uta)
11. Arise! Brave Leader Daimos (立て！闘将ダイモス?, Tate! Tōshō Daimosu)
12. Brave Raideen (勇者ライディーン?, Yūsha Raidīn)
13. Space Dragon Gaiking (大空魔竜ガイキング?, Daikūmaryū Gaikingu)
14. We Love You, Dangard Ace (すきだッ ダンガードA?, Suki da Dangādo Ēsu)
15. Dash! Machine Hayabusa (ダッシュ！マシンハヤブサ?, Dasshu! Mashin Hayabusa)
16. Hawk of the Grand Prix (ランプリの鷹?, Guranpuri no Taka)
17. Tiger Mask (タイガーマスク?, Taigā Masuku)
18. Glacier Knight Gaislaggar (氷河戦士ガイスラッガー?, Hyōga Senshi Gaisuraggā)
19. For Whom? (誰がために?, Dare ga Tame ni, Cyborg 009)
20. Galaxy Express 999 (銀河鉄道９９９?, Ginga Tetsudō Surī Nain)
21. Captain Harlock (キャプテンハーロック?, Kyaputen Hārokku)
22. Space Battleship Yamato (宇宙戦艦ヤマト?, Uchū Senkan Yamato)
23. Fly! Gundam (翔べ！ガンダム?, Tobe! Gundamu)
24. Ideon of Rebirth (復活のイデオン?, Fukkatsu no Ideon)
25. Macross (マクロス?, Makurosu)
26. Go! Zanbot 3 (行け！ザンボット３?, Ike! Zanbotto Surī)
27. Come Here! Daitarn 3 (カムヒア！ダイターン３?, Kamu Hiya! Daitān Surī)
28. Gale Wind Xabungle (疾風ザブングル?, Shippū Zabungaru)
29. Dunbine Flies (ダンバインとぶ?, Danbain Tobu)
30. Farewell, Gentle Days (さらばやさしき日々よ?, Saraba Yasashiki Hibiyo, Fang of the Sun Dougram)
31. Tragedy of Fire (炎のさだめ?, Honō no Sadame, Armored Trooper Votoms)
32. Mazinga Z (マジンガーZ?, Majingā Zetto)
33. I am Great Mazinga (おれはグレートマジンガー?, Ore wa Gurēto Majingā)
34. Fight! Grendizer (とべ！グレンダイザー?, Tobe! Gurendazā)
35. Getter Robo! (ゲッターロボ！?, Gettā Robo!)
36. Song of Steel Jeeg (鋼鉄ジーグのうた?, Kōtetsu no Jīgu no Uta)
37. Song of Devilman (デビルマンのうた?, Debiruman no Uta)
38. Theme of Animetal (Reprise) (アニメタルのテーマ(Reprise)?, Animetaru no Tēma (Reprise))